# Leskea scabrinervis
Leskea scabrinervis är en bladmossart som beskrevs av Brotherus och Jean Édouard Gabriel Narcisse Paris 1906. Leskea scabrinervis ingår i släktet Leskea och familjen Leskeaceae. Inga underarter finns listade i Catalogue of Life.